# Sprachwechsel (Linguistik)
Beim Sprachwechsel (engl. language shift) wechselt ein Individuum oder eine Sprachgemeinschaft von einer Sprache A zu einer anderen Sprache B. Der Begriff ist üblich in der Spracherwerbsforschung, Soziolinguistik und allgemein der Linguistik. Ein kompletter Sprachwechsel, oft auch nur die Dominanz einer Sprache bei Mehrsprachigkeit, kann sich über 2–3 Generationen erstrecken.

## Sprachwechsel bei der Migration
Meistens resultiert der Sprachwechsel aus vorhergehenden Sprachkontakten und die Sprachwechsler zeichnen sich aus durch Mehrsprachigkeit (Bilingualismus). Das Phänomen zeigt sich oft bei Migranten bzw. Auswanderern, nachdem sie dauerhaft ihren Lebensmittelpunkt in ein Land mit einer ihnen ursprünglich fremden Verkehrssprache verlegt haben. Das Leben in einer neuen Umgebung macht in diesen Fällen regelmäßig den Erwerb einer Zweitsprache (S2) neben der Muttersprache (S1) erforderlich (Ausnahmen siehe unten). Langfristig mündet der Aufenthalt im fremden Land wiederum in den migrationsbedingten Sprachwechsel. Die S2 wird zur S1. Geht S1 ganz verloren, so spricht man von einem Sprachverlust.
Bleibt die S1 jedoch in der Fremde erhalten, so nennt sich dies (im Ergebnis und im Verlauf) Spracherhalt. Spracherhalt ist mit Mehrsprachigkeit verbunden. Die Sprachsoziologie sieht darin eine Sprachloyalität (engl. language loyalty). Beispiele sind etwa Gruppen der Rumäniendeutschen, vereinzelt auch der Russlanddeutschen sowie der südasiatischen Zuwanderer in Großbritannien. Spracherhalt kann wiederum zum Sprachkonflikt führen.
Der Prozess des Spracherhalts erstreckt sich durchschnittlich über zwei bis drei Generationen. Charakteristisch für diese Übergangsphase ist die Mehrsprachigkeit und das Bemühen der Eltern, die Tochtergeneration an die ursprüngliche Heimatsprache, welche eine Schwächung erfährt, zu binden. Oft führen die Anstrengungen um Spracherhalt zur Folklorisierung der inzwischen abgeworfenen S1 und der damit verbundenen Kultur. So findet sich in vielen deutschamerikanischen Zentren eine Form des Deutschseins, die auf Fahne, Oktoberfest, Lederhosen und Weihnachtsbaum reduziert ist.

## Sprachwechsel durch obrigkeitliche Zwangsmaßnahmen
Mitunter unterbleibt ein Sprachwechsel nach Migration in ein fremdsprachliches Ausland gänzlich oder wird erst viele Generationen später, etwa aus politischen Gründen, erzwungen. Voraussetzung hierfür ist, dass die Einwanderer als Gruppe weitgehend unter sich bleiben und (zumindest) hinsichtlich der Sprache einen Autonomiestatus genießen. Ein Beispiel hierfür sind die geschlossenen Siedlungsgebiete der von Katharina der Großen ins Land geholten Deutschen in Russland; erst Stalins Zwangsmaßnahmen führten zu einem Sprachwechsel der meisten Russlanddeutschen.
Ein ebenfalls durch obrigkeitliche Maßnahmen erfolgter Sprachwechsel ist beim deutschstämmigen Bevölkerungsteil Brasiliens zu beobachten: Diese Menschen hatten bis zum Zweiten Weltkrieg über Generationen hinweg größtenteils ihre deutsche Muttersprache, ja sogar ihre heimatlichen Dialekte, beibehalten, oftmals ohne jemals die offizielle Landessprache, das brasilianische Portugiesisch, gelernt zu haben. Der Hintergrund war, dass die liberale Sprachenpolitik des Landes einen Sprachwechsel weitgehend überflüssig machte und der deutschsprachige Bevölkerungsanteil weitgehend unter sich blieb. Hierzu trugen z. B. zahlreiche Kultureinrichtungen einschließlich rein deutschsprachiger Schulen sowie der de-facto-Status des Deutschen als regionale Verkehrssprache bei. Dies änderte sich im Zweiten Weltkrieg, als ein mit Gefängnisstrafen bewehrtes gesetzliches Verbot der deutschen Sprache ausgesprochen wurde, was eine „Lusitanisierung“ (Übernahme der portugiesischen Sprache) der Deutschbrasilianer in großem Stil erzwang. Das Verbot blieb zwar nur wenige Jahre gültig, zeitigte jedoch nachhaltige Folgen im Sinne eines – wenngleich nicht vollständigen – Sprachwechsels (obwohl es immer noch eine Bevölkerungsminderheit in Brasilien mit deutscher Muttersprache gibt).

## Sprachwechsel nach Okkupation
Historisch betrachtet erfolgte ein Sprachwechsel häufig von der Sprache der Eroberer, die oft eine kleine Führungsschicht bildeten, oder von der Sprache einer durch wirtschaftliche oder kulturelle Attraktivität dominierenden Oberschicht auf die Sprache der autochthonen Bevölkerung. Beispiele sind die Romanisierung, bzw. die Verbreitung des Vulgärlateinischen im Römischen Reich, oder auch die Germanisierung, also die Übernahme der deutschen Sprache durch die slawische Bevölkerung bei der Deutschen Ostsiedlung im Mittelalter. Dabei erstreckte sich der Prozess teilweise bis in die frühe Neuzeit über mehrere Generationen, ohne dass die ursprüngliche Bevölkerung wesentlich vertrieben wurde. Sehr wahrscheinlich ist auch der vermutete Sprachwechsel zwischen der altbritischen keltischen Sprache Großbritanniens und dem Angelsächsischen oder Altenglischen der Völkerwanderungszeit. Der Wechsel erfolgt vermutlich zunächst durch Dominanzwechsel innerhalb der Mehrsprachigkeit und später durch vollständigen Verlust der ursprünglichen Sprache. Ein anderes Beispiel wäre der relative junge Übergang des keltischen Irisch auf das heute gesprochene irische Englisch im 19. Jahrhundert auf Grund der politischen, intellektuellen und sozialen Dominanz der Engländer in diesem Teil des Vereinigten Königreiches. Jahrhunderte, in denen die Engländer in Irland dominierten, herrschte Zweisprachigkeit vor, die erst im 19. Jahrhundert in relativ kurzer Zeit aufgegeben wurde. In der Neuzeit ist die Polonisierung bzw. Russifizierung der nach dem Krieg in den ehemaligen deutschen Ostgebieten verbliebenen Bevölkerung ein weiteres Beispiel. Hier sowie in anderen ehemals deutschsprachigen Gebieten führte das bis zur Wendezeit geltende Verbot, die deutsche Sprache in der Öffentlichkeit zu benutzen, zur relativ raschen Assimilation mit der zugewanderten Bevölkerung.
Ein ausgedehnter Sprachwechsel findet seit der Conquista bis in die Gegenwart in Form der Hispanisierung (Übernahme des Spanischen) und Lusitanisierung der indigenen Bevölkerung Amerikas statt. Während hier zahlreiche kleine Sprachen oder auch ehemals wichtige Verkehrssprachen wie Muchik und Pukina in Peru oder Tupi in Brasilien bereits vor über hundert Jahren verschwunden sind, läuft ein solcher Sprachwechsel bei Sprechern großer indigener Sprachen wie Nahuatl, Mayathan, Quechua oder Aymara bis heute ab.

## Sprachwechsel aufgrund sozialer Stigmatisierung
Ein Sprachwechsel kann auch eintreten, wenn der Gebrauch der bislang von der Bevölkerung gesprochenen Sprache mit sozialer Benachteiligung verbunden ist. Ein Beispiel hierfür ist der Wechsel von Teilen der Bevölkerung Brüssels seit Anfang des 19. Jahrhunderts. Siehe hierzu Französisierung Brüssels.

## Sprachwechsel aufgrund wirtschaftlich-administrativer Faktoren
Im Süden des früheren dänischen Herzogtums Schleswig löste in der Neuzeit das Nieder- und Hochdeutsche regionale dänische und friesische Dialekte wie das Viöler und das Angeldänische sowie das Eiderstedter und Strander Friesisch ab. Begründet wird dieser Sprachwechsel vor allem mit der vorherrschenden Stellung des Deutschen, das noch unter dänischer Herrschaft als Verwaltungs-, Kirchen- und Schulsprache in Südschleswig verbreitet wurde. So verläuft die heutige Staatsgrenze in etwa auf der früheren Grenzlinie zwischen deutscher und dänischer Kirchensprache. Bestärkt wurde dieser Sprachwechsel zum Deutschen durch den Einfluss des holsteinischen Adels und Handelsbeziehungen zum Süden. Es spielten also sowohl wirtschaftliche als auch administrative und kirchenpolitische Faktoren eine Rolle.